# Roman Groński
Roman Groński (* 1968) ist ein ehemaliger polnischer nordischer Kombinierer und Skispringer. Er wurde dreimal polnischer Meister.

## Werdegang
Groński, der für den Skisportverein Wisła-Gwardia Zakopane startete, trat vor allem in der Nordischen Kombination an, startete allerdings auch hin und wieder bei Skisprung-Wettbewerben. Seine beste Einzelleistung im Skispringen stellte der siebte Platz in Wisła im Rahmen der Beskiden-Tour dar. Auf nationaler Ebene gehörte er lediglich in der Kombination zum Spitzenpersonal. Zwar konnte er nie die polnische Meisterschaft im Einzel gewinnen, jedoch holte er dreimal mit dem Team den Meistertitel.
Bei den Nordischen Skiweltmeisterschaften 1989 im finnischen Lahti vertrat er gemeinsam mit Stanisław Ustupski Polen in der Nordischen Kombination, wo er beim Gundersen-Wettkampf mit über sieben Minuten Rückstand auf den Sieger den 36. Platz belegte. Zwei Jahre später erreichte er bei den Nordischen Skiweltmeisterschaften 1991 in Val die Fiemme die gleiche Platzierung.

## Statistik

### B-Weltcup-Platzierungen
| Saison  | Platz | Punkte |
| ------- | ----- | ------ |
| 1991/92 | 046.  | 3      |

### Europacup-Platzierungen
| Saison  | Platz | Punkte |
| ------- | ----- | ------ |
| 1988/89 | 109.  | 4      |